# Cardiophorus leonensis
Cardiophorus leonensis là một loài bọ cánh cứng trong họ Elateridae. Loài này được Riese miêu tả khoa học năm 1994.